# Попов, Владимир Александрович (актёр)
Влади́мир Алекса́ндрович Попо́в (21 июля 1889, Москва — 19 июля 1968, Москва) — советский актёр театра и кино, народный артист РСФСР (1948). Специалист по звуко-шумовому оформлению спектакля, лауреат Сталинской премии второй степени (1951).

## Биография
Родился в Москве в 1889 году, по различным данным, 8 (20) июля или 9 (21) июля.
Работал в 1901—1904 годах в различных магазинах Москвы. В 1904—1907 годах учился в Московской консерватории по классу скрипки.
В 1908—1910 и 1911—1915 годах был сотрудником МХТ (статист).
В 1910—1911 годах служил в Русской императорской армии, но был уволен по болезни.
В 1915—1916 годах Попов — артист Московского Камерного театра.
В 1916 году был снова призван в армию и по 1918 год находился на Западном фронте в административном отделе 14-й инженерно-строительной дружины.
После Октябрьской революции продолжил свою актёрскую деятельность. В 1918—1924 годах был артистом 1-й Студии МХТ, в 1924—1936 годах — МХАТа 2-го, в 1936—1968 годах — артист МХАТа СССР имени М. Горького.
Снимался в кино.
Кроме актёрской деятельности известен работами в области звукового оформления спектаклей. Опыты в этой области он начал в 1913 году в спектакле «Гибель „Надежды“» (Гейерманс). Преподавал звуковое оформление спектакля на постановочном факультете Школы-студии имени В. И. Немировича-Данченко при МХАТе СССР имени М. Горького.
Умер 19 июля 1968 года в Москве. Похоронен на Новодевичьем кладбище (7 участок, 4 ряд).

### Семья
Жена — Попова Наталья Ивановна (1904—1980), похоронена рядом с мужем.

## Награды и премии
- заслуженный артист РСФСР.
- народный артист РСФСР (26.10.1948).
- Сталинская премия второй степени (1951) — за театральную работу в области звукового оформления спектаклей[1] МХАТа СССР имени М. Горького.
- орден «Знак Почёта» (26.10.1938) — в связи с 40-летием МХАТ СССР им. М. Горького.
- орден Трудового Красного Знамени (26.10.1948).
- медаль «За доблестный труд в Великой Отечественной войне 1941-1945 гг.» (1946).
- медаль «В память 800-летия Москвы» (1948).

## Избранная библиография
По данным «Театральной энциклопедии»:
- Звуковое оформление спектакля / Под ред. И. Я. Гремиславского. — М.: Искусство, 1953. — 268 с.
- Звуко-шумовое оформление спектакля. — 2-е изд., перераб. — М.: Искусство, 1961. — 180 с.

В каталоге РГБ также присутствует множество методических изданий по звуко-шумовому оформлению спектакля за авторством Попова, изданных Сценической экспериментальной лабораторией при МХАТ СССР им. М. Горького.

## Творчество

### Роли в театре
Московский Художественный театр
- 1907 — «Бранд» Г. Ибсена — эпизод

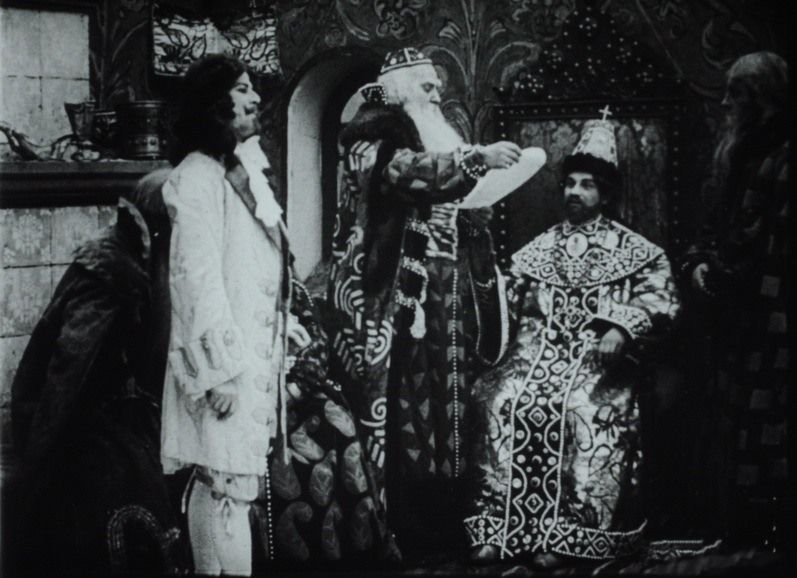
Шведский посол — Борис Морозов и Алексей Михайлович — Владимир Попов. Кадр из фильма «Трёхсотлетие царствования дома Романовых».

- 1907 — «Борис Годунов» А. С. Пушкина — эпизод
- 1907 — «Жизнь Человека» Л. Н. Андреева — музыкант
- 1908 — «Синяя птица» М. Метерлинка — Конь (картина с его участием вскоре была исключена из спектакля)
- 1911 — «Пер Гюнт» Г. Ибсена — юнга
- 1912 — «Провинциалка» И. С. Тургенева — Аполлон
- 1913 — «Мнимый больной» Мольера — 5-й доктор
- 1915 — «Моцарт и Сальери» по А. С. Пушкину — Слепой скрипач
- «Царь Фёдор Иоаннович» А. К. Толстого — Выборный

1-я Студия МХТ, МХАТ 2-й
- 1913 — «Гибель „Надежды“» (постановка Р. В. Болеславского по Г. Гейерманcу) — нищий Иелле, позже — Кобус, Дантье и Баренд
- 1923 — «Укрощение строптивой» У. Шекспир (постановка: В. С. Смышляева) — Транио
- 1924 — «Любовь — книга золотая» А. Н. Толстого. Постановка С. Г. Бирман — шут Решето
- 1924 — «Расточитель» Н. С. Лескова. Постановка Б. М. Сушкевича — Пармён Семёнович Мякишев, позже — Иван Никитич Колокольцев
- 1925 — «Блоха» по одноимённому сочинению Е. Замятина в 4-х действиях. Постановка А. Д. Дикого. — Царь
- 1926 — «Евграф, искатель приключений» А. М. Файко (постановка Б. М. Сушкевича) — Никанор Семёнович
- 1927 — «Взятие Бастилии» по Р. Роллану). Постановка Б. М. Сушкевича. — генерал де Флю
- 1928 — «Фрол Севастьянов» по пьесе Ю. Родиана и П. Н. Зайцева. Художественный руководитель постановки М. А. Чехов. — Никанор Семёнович
- 1928 — «Митькино царство» (постановка В. С. Смышляева,С. Г. Бирман по К. А. Липскерову) — Игнатий
- 1929 — «Бабы» (постановка: С. Г. Бирман, С. В. Гиацинтова, Л. И. Дейкун по К. Гольдони) — Оттавио
- 1930 — «Пётр I» по А. Н. Толстому. Режиссёр — Б. М. Сушкевич. — Лопухин
- 1932 — «Униженные и оскорбленные» (постановка И. Н. Берсенева и С. Г. Бирман по Ф. М. Достоевскому) — Сизобрюхов

МХАТ
- 1937 — «Анна Каренина» по роману Л. Н. Толстого — Капитоныч, «Земля» Н. Е. Вирты
- 1938 — «Горе от ума» А. С. Грибоедова — Господин D
- 1937 — «На дне» М. Горького — Актёр
- 1940 — «Школа злословия» Р. Шеридана — сэр Бенджамен Бэкбайт
- 1942 — «Кремлёвские куранты» Н. Ф. Погодина — председатель домкома
- 1948 — «Лес» А. Н. Островского — Карп
- 1949 — «Домби и сын» по Ч. Диккенсу — капитан Каттль
- 1951 — «Плоды просвещения» Л. Н. Толстого — Старый повар
- «Дядя Ваня» А. П. Чехова — Илья Ильич Телегин
- 1953 — «Ломоносов» Вс. Иванова — Григорий Николаевич Теплов
- 1956 — «Кремлёвские куранты» Н. Ф. Погодина — председатель домкома
- 1957 — «Дворянское гнездо» по И. С. Тургеневу — Лемм
- 1958 — «Зимняя сказка» У. Шекспира — Старый пастух
- 1958 — «Три сестры» А. П. Чехова — Ферапонт
- 1958 — «Третья, патетическая» Н. Ф. Погодина — Сухожилов, мастер
- 1960 — «Братья Карамазовы» по Ф. М. Достоевскому — доктор Герценштубе
- 1961 — «Цветы живые» Н. Ф. Погодина — Голова в кепке
- 1961 — «Хозяин» И. Соболева — Ворон, плотник колхоза «Отчизна»
- 1963 — «Егор Булычов и другие» М. Горького — Трубач
- 1966 — «Тяжкое обвинение» Л. Р Шейнина — Иван Капитоныч
- 1966 — «Ревизор» Н. В. Гоголя — Растаковский

### Фильмография
- 1913 — Трёхсотлетие царствования дома Романовых — царь Алексей Михайлович
- 1918 — Бал Господень — Наров
- 1926 — Случай на мельнице — Петруха — сын Герасима
- 1926 — Последний выстрел — подрядчик Янченко
- 1927 — Дон Диего и Пелагея — сторож сельсовета
- 1927 — Девушка с коробкой
- 1928 — Каторга — Черняк, надзиратель
- 1929 — Чины и люди — Хрюкин
- 1933 — Марионетки — белый генерал
- 1936 — О странностях любви — массовик-затейник (нет в титрах);
- 1936 — Бесприданница — Робинзон
- 1940 — Старый наездник — официант на бегах
- 1941 — Как поссорился Иван Иванович с Иваном Никифоровичем — Иван Иванович Перерепенко — главная роль
- 1941 — Боевой киносборник № 7 — Питер Оберфорен — оптический мастер
- 1949 — Счастливый рейс — Пал Палыч — завгар — главная роль
- 1952 — Школа злословия (фильм-спектакль) — сэр Бенджамен Бэкбайт
- 1953 — Анна Каренина (фильм-спектакль) — Капитоныч
- 1956 — Красный шар (короткометражный фильм) — жилец[5]
- 1968 — Барсуки (фильм-спектакль) — 3-я серия — бородач
- 1969 — Егор Булычов и другие (фильм-спектакль) — Гаврила трубач

### Озвучивание мультфильмов
- 1945 — Теремок — Ёжик
- 1948 — Серая Шейка